# Jakowlew Jak-1
Die Jakowlew Jak-1 (russisch Яковлев Як-1) war ein einmotoriges Jagdflugzeug, das im Zweiten Weltkrieg eingesetzt wurde. Es stand am Anfang einer ganzen Reihe von Typen aus dem Konstruktionsbüro Jakowlew, die in mehreren Tausend Exemplaren produziert und von der Sowjetunion sowie weiteren Ländern in diesem Zeitraum eingesetzt wurden.

## Entwicklung
Die sowjetische Regierung gab 1939 eine Ausschreibung für einen neuen Jäger heraus, der die bis dahin eingesetzten und nun veralteten Typen I-15, I-16 und I-153 von Nikolai Polikarpow ersetzen sollte.
Jakowlew, der bereits einige Erfahrungen in der Konstruktion von leichten, wendigen Flugzeugen gemacht hatte, legte besonderen Wert auf eine aerodynamisch günstige Oberflächenform, um dem neuen Modell eine möglichst hohe Geschwindigkeit zu verleihen. Im Oktober 1939 besuchte er als Mitglied einer sowjetischen Delegation namhafte deutsche Flugzeughersteller, unter anderem auch die Heinkel-Werke, und besichtigte die He 100. Nachdem Testpilot Stefan Suprun das Flugzeug probegeflogen und sich positiv über dessen Flugeigenschaften geäußert hatte, ließ die Delegation sechs (nach anderen Quellen zehn) der Flugzeuge kaufen. Obwohl die He 100 nach intensiver Erprobung als Militärflugzeug ungeeignet eingestuft wurde, ist es möglich, dass sich der Konstrukteur durch seine Auslegung beeinflussen ließ.
Der als I-26 (für russ. Istrebitel, „Jäger“) bezeichnete Prototyp startete am 13. Januar 1940 zu seinem ersten Flug. Die darauffolgende Flugerprobung wurde von einem tödlichen Unfall überschattet, als Julian I. Piontkowski, der bis dahin sämtliche Flugzeugtypen Jakowlews getestet hatte, am 27. April 1940 mit der I-26 abstürzte. Da bei der anschließenden Untersuchung ein Versagen der Konstruktion als Ursache ausgeschlossen werden konnte, lief die staatliche Erprobung des Modells bis zum November 1940 weiter. Die Massenfertigung begann einen Monat später unter der offiziellen Bezeichnung Jak-1.
Als die Sowjetunion im Juni 1941 von Nazideutschland überfallen wurde, dienten die bis dahin produzierten Maschinen zusammen mit der ebenfalls neu erschienenen MiG-3 bei der Verteidigung von Moskau. Ohne die laufende Produktion zu unterbrechen, wurden nach den ersten Fronterfahrungen an der Jak-1 Verbesserungen vorgenommen. Ab Oktober 1942 erhielt der inoffiziell Jak-1B genannte Typ auf Anregung von Piloten wegen der besseren Rundumsicht einen abgesenkten Rumpfrücken, die Flügelenden wurden etwas spitzer gestaltet, ein stärkerer Motor wurde eingebaut und die beiden 7,62-mm-MGs durch ein einziges 12,7-mm-MG ersetzt.

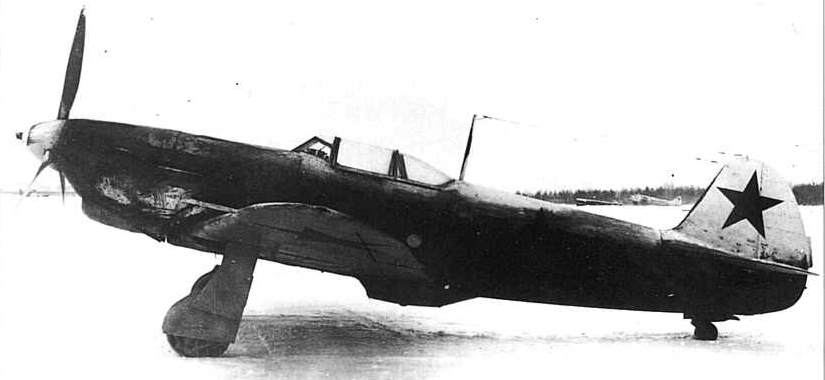
Jak-1B

Die leistungsstärkste Version war jedoch die gewichtsreduzierte Jak-1M mit ebenfalls abgesenktem Rumpfrücken, einziehbarem Spornrad und leistungsgesteigertem Triebwerk WK-105PF mit automatisch geregelter Luftschraube WISch-105SW, deren Entwicklung parallel zur Jak-1-Produktion ab Oktober 1940 durchgeführt wurde und deren Serienfertigung Ende 1942 anlief.
Die Produktion im Saratower Werk Nr. 292 endete 1944 nach der 8721. Maschine mit der Umstellung auf die Jak-3, die aus der Jak-1M entwickelt wurde. Außer in der UdSSR flog die Jak-1 noch in Polen (bis 1946) und Jugoslawien. Das im Juli 1943 aufgestellte polnische 1. PLM (Pułk Lotnictwa Myśliwskiego, Jagdfliegerregiment) Warszawa sowie das französische Normandie-Njemen-Geschwader, die beide auf der Seite der Roten Armee gegen die Deutschen kämpften, benutzten ebenfalls diesen Typ.

## Technische Beschreibung
Die Jak-1 war eine Stahlrohrkonstruktion mit rechteckigem Querschnitt in Tiefdecker-Bauweise. Die Tragflügel besaßen zwei Hauptholme aus Holz und waren mit Sperrholz beplankt. Das Normalleitwerk war freitragend. Die beiden Haupträder des Heckradfahrwerkes konnten in die Flügel eingefahren werden.

## Erhaltene Exemplare

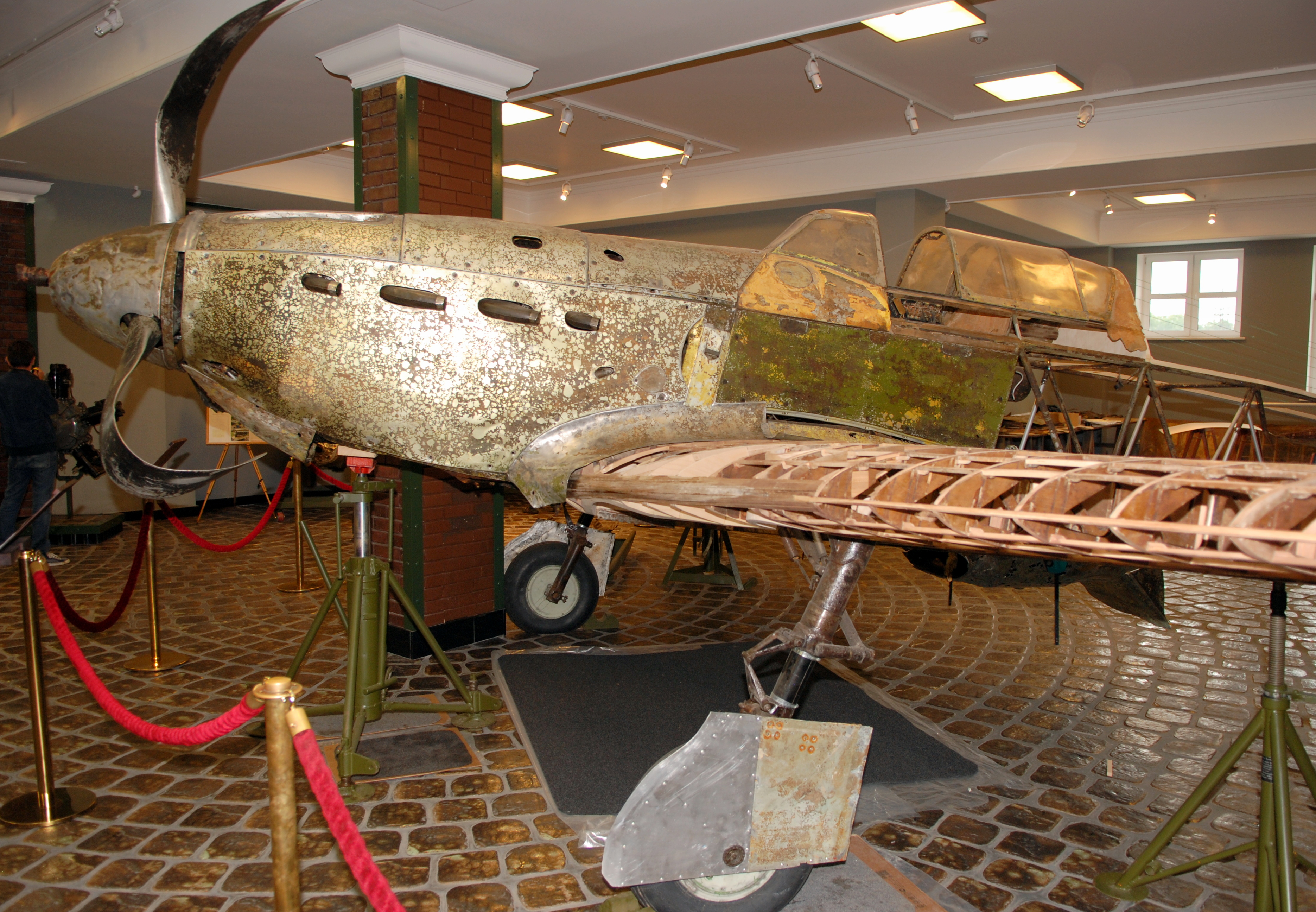
Jak-1 im Technischen Museum Wadim Sadoroschnij im August 2013

Im Oktober 1990 wurde in einem See etwa 30 km östlich von Demjansk das Wrack einer Jak-1 der 42. Serie entdeckt. Das Flugzeug mit der Werknummer 1342 wurde im Oktober 1941 im Saratower Werk Nr. 292 fertiggestellt. Es gehörte zuletzt zum 485. IAP (Jagdfliegerregiment) und wurde von Michail Kudrjaschow geflogen, der es im Dezember 1942 mit Beschussschäden auf dem zugefrorenen See notlandete, in dem es schließlich bei der Schneeschmelze versank. Die Jak-1 wird zurzeit in England restauriert. Es ist vorgesehen, die Maschine mit einem originalen M-105PF-Motor auszurüsten und wieder flugfähig herzurichten. Sie wäre damit die einzig erhaltene frühe Jak-1 mit hochgezogenem Rumpfrücken und Originalmotor.
Eine weitere Jak-1 wurde 2012 in der Nähe von Murmansk aus einem See geborgen. Sie ist im technischen Museum Wadim Sadoroschnij ausgestellt.
Die einzige noch original erhaltene Jak-1 stammt ebenfalls aus dem Saratower Werk und befindet sich im 1975 angelegten „Siegespark“ der Stadt. Ausgeliefert wurde sie am 14. Dezember 1942. Nach Einsätzen unter anderem bei Stalingrad und Sewastopol war sie bereits 1944 in einem Saratower Museum ausgestellt worden. 1991 wurde sie dann an den Siegespark abgegeben.

## Militärische Nutzer
- Frankreich

Freie Französische Luftwaffe: Normandie-Njemen
- Jugoslawien

Volksbefreiungsarmee
- Polen

Lotnictwo Wojska Polskiego (Sowjetisch kontrollierte Polnische Luftstreitkräfte)
- Sowjetunion

Luftstreitkräfte der Sowjetunion

## Technische Daten

Dreiseitenriss

| Kenngröße             | Jak-1                                                                                           | Jak-1B                                                                                       |
| --------------------- | ----------------------------------------------------------------------------------------------- | -------------------------------------------------------------------------------------------- |
| Baujahre              | 1940–1942                                                                                       | 1942–1944                                                                                    |
| Spannweite            | 10,00 m                                                                                         | 10,00 m                                                                                      |
| Länge                 | 8,47 m                                                                                          | 8,47 m                                                                                       |
| Höhe                  | 2,64 m                                                                                          | 2,64 m                                                                                       |
| Flügelfläche          | 17,15 m²                                                                                        | 17,15 m²                                                                                     |
| Flügelstreckung       | 5,8                                                                                             | 5,8                                                                                          |
| Rüstmasse             | 2.445 kg                                                                                        | 2.394 kg                                                                                     |
| Startmasse            | 2.950 kg                                                                                        | 2.883 kg                                                                                     |
| Höchstgeschwindigkeit | 550 km/h in 4.500 m Höhe                                                                        | 590 km/h in 3.500 m Höhe                                                                     |
| Steigzeit             | ca. 7 min auf 5.000 m Höhe                                                                      | ca. 6 min auf 5.000 m Höhe                                                                   |
| Gipfelhöhe            | 9.500 m                                                                                         | 10.000 m                                                                                     |
| Reichweite            | 760 km                                                                                          | 700 km                                                                                       |
| Bewaffnung            | 1 × 20-mm-MK SchWAK 2 × 7,62-mm-MG SchKAS 2 × 100-kg-Bomben extern oder 4 × 82-mm-Raketen RS-82 | 1 × 20-mm-MK SchWAK 1 × 12,7-mm-MG UBS 2 × 100-kg-Bomben extern oder 4 × 82-mm-Raketen RS-82 |
| Triebwerk             | 1 × 12-Zylinder-V-Motor Klimow WK-105P                                                          | 1 × 12-Zylinder-V-Motor Klimow WK-105PF                                                      |
| Leistung              | 1.050 PS (772 kW)                                                                               | 1.240 PS (912 kW) (Startleistung)                                                            |